# Araneus monica
Araneus monica är en spindelart som beskrevs av Levi 1973. Araneus monica ingår i släktet Araneus och familjen hjulspindlar. Inga underarter finns listade i Catalogue of Life.